# Strzelec (astrologia)

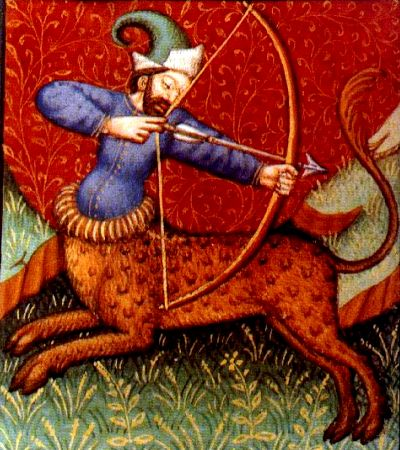
XV-wieczne wyobrażenie Strzelca

Strzelec (♐) (łac. Sagittarius) – dziewiąty astrologiczny znak zodiaku. Znak ten jest przypisywany osobom urodzonym w czasie obserwowania Słońca w tym znaku, to znaczy na odcinku ekliptyki pomiędzy 240° a 270° długości ekliptycznej. Wypada to między 21/22 listopada a 21/22 grudnia – dokładne ramy czasowe zależą od rocznika. Czasem przyjmuje się umowne granice – według Evangeline Adams (1868–1932) był to okres między 23 listopada a 23 grudnia. Znak Strzelca przypisuje się również osobom urodzonym w trakcie wschodzenia tego znaku.
Pierwsze wzmianki o gwiazdozbiorze Strzelca pochodzą z okresu babilońskiego. Najczęściej Strzelec przedstawiany był pod postacią centaura strzelającego z łuku lub poprzez motywy zaczerpnięte z mitów astralnych, opowiadających o pochodzeniu gwiazdozbioru Chirona lub Oriona. W średniowieczu był symbolem Chrystusa oraz białego rycerza znanego z Apokalipsy.

## Strzelec w astrologii
Okres, w którym panował Strzelec, poprzedzał przesilenie zimowe, tym samym reprezentował energię psychiczną, która miała pomóc w osiągnięciu spójności i syntezy, oświecenia i wewnętrznej ascezy. Znak uważany był za emblemat filozofa-profety i człowieka doskonałego, gdzie ciało (koń), dusza (tors) i umysł (strzała) stanowiły harmonijne połączenie. Ponadto Strzelca łączono z końcem jesieni i ogniem oraz z krajami: Hiszpanią, Węgrami i Marokiem.

## Znak Strzelca w sztuce
W okresie renesansu w wielu ikonograficznych przedstawieniach Strzelca posiadał on na głowie turban, co zostało zaczerpnięte z rękopisów orientalnych m.in. Astronomikonu Aratosa. Przykłady tak przedstawianego Strzelca można znaleźć w godzinkach księcia de Barry Belles heures, Tres Riches Heures oraz w kalendarzu Mistrza Rohan.